# Хвар (град)
 Тази статия е за града.  За острова вижте Хвар.  
Хвар (на хърватски: Hvar; на италиански: Lesina; на латински: Pharia) е град в Хърватия, разположен на едноименния далматински остров Хвар, в Сплитско-далматинска жупания. На местното чакавско наречие името му се произнася като Hvor или For.
Градът се намира в залив в югозападната част на острова. Населението през 2011 г. е 4251 души

## История
Хвар има дълга история. Първите му заселници са илирите. През 385-384 г. пр.н.е. тук идват гръцки колонисти, а около III в. пр.н.е. става владение на Римската империя.
През 1278 г. местното население поисква помощ от Венецианската република за защита от постоянните пиратски нападения и според сключеното споразумение венецианците построяват нова крепост, защитни стени и различни обществени сгради. Хвар се превръща във важен търговски, икономически, политически и културен център на острова като се разпростира извън крепостните стени по околните хълмове.
През XVI в. отново настъпват смутни времена с непрестанните нападения на османците. През 1571 г. Хвар е обсаден от турския флот и понася големи щети, но крепостните стени спасяват населението. Няколко месеца след това нападение в началото на 1572 г.
ново бедствие поразява Хвар – избухва епидемия от чума, която покосява две трети от жителите му.
На 1 октомври 1579 г. рано сутринта градът пострадва сериозно при избухване на барута в крепостта, възпламенил се от паднала мълния и много от запазените до днес стари сгради датират именно от възстановяването им след тази експлозия.
През 1776 г. венецианците преместват базата си от Хвар в Котор и от този момент градът започва да запада.
С настъпването на края на Венецианската република през 1797 г. Хвар за кратко е притежание на Наполеонова Франция, а в началото на XIX в. е присъединен към Хабсбургската монархия, което бележи нов разцвет. Между 1919 и 1921 г. Хвар е окупиран от Италия, след което става част от новосъздаденото Кралство на сърби, хървати и словенци. След Втората световна война е присъединен към Югославия, от 1991 г. е част от независима Хърватия.

## Култура
Хвар има богати културни традиции в областта на литературата, архитектурата, живописта и скулптурата, музиката. През XVI и XVII в. в града живеят и творят такива бележити хърватски творци като Ханибал Луцич, Петар Хекторович, Винко Прибоевич, Микша Пелегринович и др. Театърът на Хвар, построен през 1612 г., е сред най-старите в Европа.

## Забележителности
- Катедралата Св. Стефан, построена XVI—XVII в.;
- Крепостта от XVI в., издигната след експлозията от 1579 г., която разрушава старото укрепление;
- Градските стени, построени от венецианците през XIII в., впоследствие многократно реконструирани;
- Крепостта на Наполеон, построена от французите през 1811 г. извън града на един от близките хълмове. Днес се използва като обсерватория;
- Францисканският манастир от XV в.